# Трстеник (община)
Трстеник (серб. Трстеник) — община в Сербии, входит в округ Расинский округ.
Население общины составляет 46 046 человек (2007 год), плотность населения составляет 103 чел./км². Занимаемая площадь — 448 км², из них 63,0 % используется в промышленных целях.
Административный центр общины — город Трстеник. Община Трстеник состоит из 51 населённого пункта, средняя площадь населённого пункта — 8,8 км².

## Статистика населения общины
| Год  | Население, чел. |
| ---- | --------------- |
| 1991 | 52 838          |
| 2001 | 49 309          |
| 2002 | 48 944          |
| 2003 | 48 474          |
| 2004 | 47 990          |
| 2005 | 47 422          |
| 2006 | 46 758          |
| 2007 | 46 046          |

## В искусстве
- Территория общины послужила местом действия фильма «Вампир[серб.]».